# Бишье де Аж, Жанна Елизавета
Святая Жа́нна Елизаве́та Люси́я Бишье́ де Аж (Иоа́нна Елисаве́та Луки́я; фр. Jeanne-Élisabeth-Lucie Bichier des Âges, 5 июля 1773[…], Ле-Блан — 26 августа 1838[…], Ла-Пюи) — французская монахиня, более известна сокращённо как Елизавета Бишье. В 1807 году вместе со священником Андре-Юбером Фурне основала монашескую конгрегацию «Сёстры Креста» (фр. Filles de la Croix, Sœurs de Saint-André), которая заботилась о бедных и обучала сельских детей в епархии Пуатье.

## Биография

### Ранняя жизнь и Французская революция
Родилась в 1773 году в аристократической семье в Шато-де-Аж недалеко от деревни Ле-Блан, Пуату (ныне департамент Эндр). Мать Елизаветы была набожна и учила своих четверых детей молиться, прививая основы католической веры. Девочка оказалась прилежной ученицей и находила радость в молитве.
Французская революция и ограничения на исповедование католической веры привели к народным восстаниям в долине Луары, где жила семья. Отец Елизаветы скончался от болезни в начале 1792 года, а старший брат Лоран эмигрировал из Франции. Согласно Гражданскому устройству духовенства, принятому Учредительным собранием, государство было вправе конфисковать имущество эмигрантов. Родовой замок Бишье де Аж был конфискован, а Елизавета с матерью переехали в свой деревенский дом. В соответствии с Законом о подозрительных местный революционный комитет ежедневно посещал семью, требуя присяги на верность гражданскому устройству духовенства, но женщины упорно отказывалась. В ходе одного из таких визитов на чердаке дома было обнаружено оружие, принадлежавшее отцу Елизаветы. Женщины были ненадолго заключены в Шатору, но другой брат, поддержавший революцию, добился их освобождения.
В 1796 году женщины Бишье переехали в семейный загородный дом в Бетине. В это время Елизавета почувствовала желание посвятить свою жизнь Богу и вступить в религиозный орден, но она ничего не сказала матери. Она тайно собирала людей и молилась вместе с ними. В 1798 году от бывшей служанки она узнала о предстоящей подпольной мессе на ферме в 15 км от них и отправилась туда ночью на осле. Мессу проводил Андре-Юбер Фурне, священник из Майе, и на исповеди Елизавета поделилась с ним своим желанием посвятить себя Богу. Фурне предложил ей проводить в её доме уроки катехизиса для местных детей. С разрешение матери, Елизавета открыла небольшую школу.

### Основание новой конгрегации
С подписанием Конкордата Наполеона в 1801 году, католическая церковь смогла возобновить общественную деятельность. Бишье использовала влияние семьи, добившись, чтобы один из новых миссионерских центров располагался в Бетине, где Фурне служил священником. Она нашла ещё несколько единомышленниц для этого предприятия, а в 1806 году к ней присоединились ещё две близкие подруги. Маленькая община переехала в Майе, чтобы быть ближе к Фурне, своему духовному наставнику. Там они приобрели замок, сделав его своей обителью.

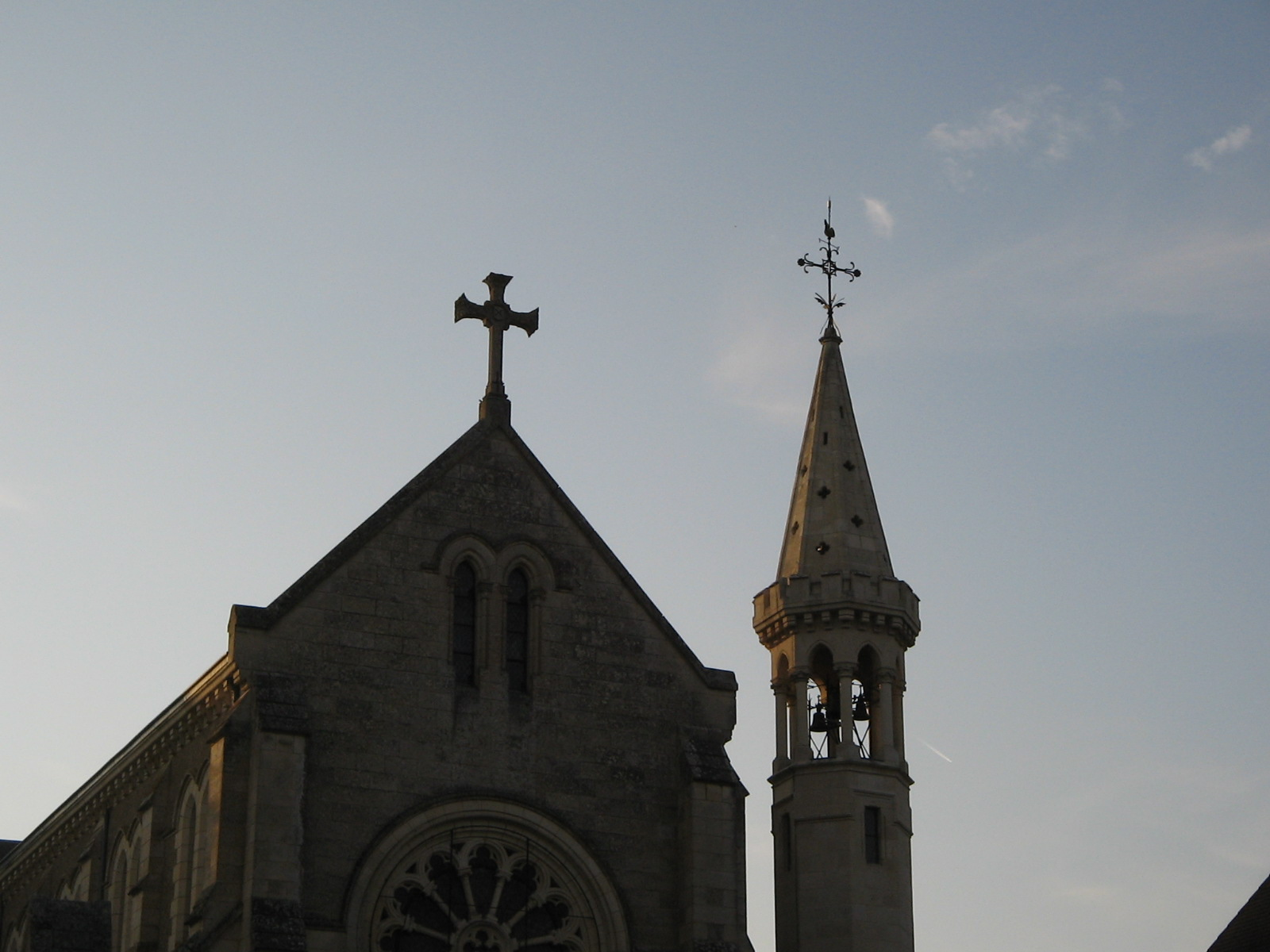
Вид на часовню главной обители «Сестёр Креста» в Ла-Пюи, место упокоения святой Елизаветы Бишье.

В феврале 1807 года пять членов общины принесли монашеские обеты, основав новую конгрегацию «Сёстры Креста». Конгрегация быстро росла и расширялась, открывались новые обители и школы, где сёстры помогали бедным и нуждающимся. В 1816 году орден получил церковное одобрение. К 1820 году конгрегация получила в своё распоряжение бывший монастырь ордена Фонтевро был получен в Ла-Пюи, сделав его своей главной обителью. В 1850 году «Сёстры Креста» открыли свою первую зарубежную обитель в Бильбао, Испания.
Бишье скончалась в 1838 году. На тот момент «Сёстрам Креста» принадлежало около ста обителей, в которых проживали приблизительно 600 монахинь. В начале XX века орден насчитывал около 3100 членов и 430 обителей. На 2005 год в ордене состояли 636 сестёр в 122 обителях по всему миру.

## Почитание
Беатифицирована 13 мая 1934 года папой Пием XI, канонизирована 6 июля 1947 года папой Пием XII. Мощи святой находятся в главной обители ордена «Сёстры Креста» в Ла-Пюи.
День памяти — 26 августа.